# Delias thompsoni
Delias thompsoni is een vlindersoort uit de familie van de Pieridae (witjes), onderfamilie Pierinae.
Delias thompsoni werd in 1916 beschreven door Joicey & Talbot.